# SMART-1
SMART-1 (ang. Small Missions for Advanced Research in Technology 1) – bezzałogowa sonda kosmiczna Europejskiej Agencji Kosmicznej (ESA), pierwsza księżycowa misja tej agencji. Przeznaczona do testowania nowych technologii, które mają zostać wykorzystane w konstrukcji przyszłych sond kosmicznych. Od listopada 2004 do września 2006 sztuczny satelita Księżyca.

## Zadania misji
- Testowanie nowych technologii, w tym silnika jonowego, eksperymentalnego systemu łączności, autonomicznego systemu nawigacji oraz zminiaturyzowanych instrumentów naukowych.
- Obserwacje powierzchni Księżyca: wykonanie map rozmieszczenia pierwiastków chemicznych i minerałów, poszukiwanie śladów lodu wodnego. Zebrane dane posłużą do weryfikacji teorii powstania Księżyca.

## Konstrukcja sondy
Głównym wykonawcą sondy i jej wyposażenia była szwedzka firma Swedish Space Corporation.
Kadłub sondy miał kształt sześcianu o długości boku 1 m. Całkowita rozpiętość z dwoma skrzydłami baterii słonecznych wynosiła 14 m. Wykonane z arsenku galu baterie słoneczne o łącznej powierzchni około 10 m² dostarczały energii o mocy 1850 W. Silnik jonowy o impulsie właściwym 1640 s wytwarzał ciąg 68 mN. Materiał pędny dla silnika stanowiło 82 kg ksenonu. Sonda stabilizowana była trójosiowo. Całkowita masa przy starcie wynosiła 366,5 kg, a na orbicie Księżyca ok. 305 kg.

## Instrumenty naukowe i eksperymenty
Masa instrumentów naukowych i technologicznych wynosiła 19 kg. Należały do nich:
- kamera panchromatyczna – AMIE (mały aparat fotograficzny o wadze 450 gramów)
- spektrometr bliskiej podczerwieni – SIR
- spektrometr rentgenowski – D-CIXS
- spektrometr słonecznego promieniowania rentgenowskiego – XSM
- czujniki pola elektrycznego i plazmy – SPEDE
- zestaw diagnostyczny silnika jonowego – EPDP
- eksperyment łączności kosmicznej w pasmach X i Ka – KaTE
- eksperyment łączności laserowej przy użyciu kamery AMIE – Laser Link
- eksperyment pomiaru libracji Księżyca przy użyciu instrumentów KaTE i AMIE – RSIS
- eksperyment testujący autonomiczny system nawigacji – OBAN

## Przebieg misji
Sonda została wyniesiona z kosmodromu Kourou w Gujanie Francuskiej 27 września 2003 roku przy użyciu rakiety nośnej Ariane 5G wraz z dwoma satelitami telekomunikacyjnymi. Początkowo weszła na wydłużoną orbitę okołoziemską o perygeum 742 km i apogeum 36 016 km. Silnik jonowy został po raz pierwszy uruchomiony 30 września 2003. Podczas kolejnych 14 miesięcy dzięki pracy silnika orbita była stopniowo podwyższana. Wykorzystano też trzykrotnie manewry rezonansu grawitacyjnego z Księżycem (19 sierpnia 2004, 15 września 2004 i 12 października 2004), które znacząco modyfikowały orbitę sondy. 15 listopada 2004 SMART-1 wszedł na wstępną orbitę wokółksiężycową o perycentrum 4962 km i apocentrum 51 477 km. Dalsze manewry doprowadziły do osiągnięcia 27 lutego 2005 orbity roboczej odległej od powierzchni o około 300 – 3000 km i o nachyleniu 90°. 17 września 2005 po zużyciu prawie całego zapasu ksenonu silnik jonowy został ostatecznie wyłączony. Łącznie pracował on przez 4958,3 h podczas 844 odpaleń. Misja sondy zakończyła się 3 września 2006 roku, podczas 2890 orbity wokół Księżyca, upadkiem na jego powierzchnię.

### Ważniejsze odkrycia i wydarzenia
- 27 września 2003 o godzinie 23:14 UTC: start sondy z kosmodromu Kourou.

- 17 czerwca 2004: SMART-1 zrobiła zdjęcie testowe Ziemi przy pomocy kamery AMIE, która później służy do fotografowania powierzchni Księżyca (na zdjęciu uwieczniono część Europy i Afryki).

- 2 listopada 2004: Ostatnie perygeum orbity wokółziemskiej sondy.

- 15 listopada 2004: Pierwsze peryselenium orbity wokółksiężycowej.

- 15 stycznia 2005: W rejonie Mare Crisium (Morze Przesileń) został wykryty wapń.

- 26 stycznia 2005: Na Ziemię przesłane zostały pierwsze, wykonane z bliska, zdjęcia powierzchni Księżyca.

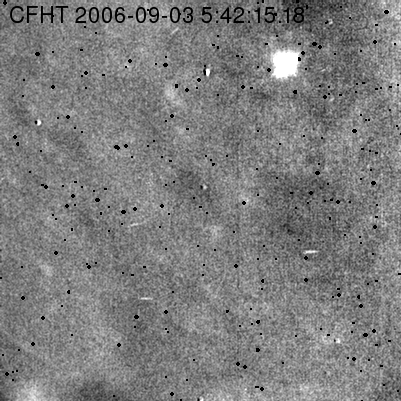
Moment zderzenia SMART-1 z powierzchnią Księżyca

- 27 lutego 2005: Sonda osiągnęła ostateczną 5 godzinną orbitę wokółksiężycową.

- 15 kwietnia 2005: Rozpoczęcie poszukiwań PEL (fr. Pics de Lumiere Eternelle – szczyt wiecznego światła), tj. miejsc na biegunach Księżyca, które są cały czas wystawione na działanie światła słonecznego.

- 8 czerwca 2005: ESA ogłosiła, że na Księżycu został wykryty wapń.

- 3 września 2006 o godzinie 5:42 UTC sonda SMART-1 została celowo rozbita o powierzchnię Księżyca w regionie Lacus Excellentiae (Jezioro Doskonałości) o współrzędnych 46,2º W i 34,4º S[1]. Powstałe w momencie uderzenia sondy błysk oraz obłok wyrzuconego pyłu zostały zarejestrowane z Ziemi m.in. w obserwatorium astronomicznym na Mauna Kea[2].